# Sulisławice (Trzebnica)
Pour les articles homonymes, voir Sulisławice.
Sulisławice est une localité polonaise de la gmina et du powiat de Trzebnica en voïvodie de Basse-Silésie.